# Абхазская государственная картинная галерея
Абха́зская госуда́рственная карти́нная галере́я (абх. Аԥсны Аҳәынҭқарра амилаҭтә цәыргақәҵатә галереиа) — собрание национальных произведений искусства Абхазии, находящееся в Сухуме. Открыта 17 марта 1964 года (до 1994 года являлась филиалом Абхазского государственного музея).

## История
В 1963 году решением Совета Министров Абхазской АССР на основе лучших произведений из коллекции любителя изобразительного искусства, врача Е. Л. Фишкова (60 картин) в Сухуме была создана Картинная галерея. В формировании галереи также принял активное участие ряд местных художников: В. Бубнова, М. Эшба, О. Брендель, В. Цванбая и другие.
17 марта 1964 года картинная галерея была открыта как филиал Абхазского государственного музея. Была подготовлена экспозиция из более ста картин и двенадцати скульптур, представленных в трёх залах.
В последующие годы экспозиция залов галереи увеличивалась по мере пополнения фондов. В конце 1960-х в картинной галереи функционировало семь залов.
До грузино-абхазского конфликта галерея находилась по адресу улица Пушкина.
В 1994 году Картинная галерея стала самостоятельной. Правительство Республики Абхазия периодически оказывает содействие в приобретении лучших произведений художников Абхазии.
21 января 2024 года в здании Центрального выставочного зала, где располагалась абхазская Национальная картинная галерея, произошёл пожар. На момент происшествия фонды галереи насчитывали более четырех тысяч произведений. По предварительным данным бо́льшая часть коллекции утрачена или потребует реставрации. В пожаре утеряно около 4 000 картин, включая работы сценографа дягилевских «Русских сезонов» Александра Шервашидзе-Чачбы и авангардистки Варвары Бубновой.